# Велики Вилинац
Велики Вилинац је други по реду врх на планини Чврсници. Најкраћи пут до врха је из села Рисовац. На надморској висини је од 2118 метара. Рисовац је од Великог Вилинца удаљен 7,8 километара. У близини Великог Вилинца се налази и врх Мали Вилинац. На стази Рисовац-Велики Вилинац је планинарско склониште Заглавље. На Великом Вилинцу је изграђен планинарски дом Вилинац.

## Стаза Рисовац-Велики Вилинац
Стаза Рисовац-Велики Вилинац је дугачка 7800 метара (7,8 километара). Стаза почиње мало сјеверније од насеља Рисовац, планинског села код језера Блидиње. Долази се до Мухарнице, а затим до Велике Витленице одакле се иде десно према Великом Вилинцу. На путу се налази склониште Заглавље, а код врха је и планинарски дом Вилинац.